# Маврская черепашка
Маврская черепашка (лат. Eurygaster maura) — клоп рода Eurygaster семейства щитники-черепашки (Scutelleridae).
Палеарктический вид, встречается почти во всей Европе и в Центральной России, а также в Азии и Северной Америке.
Маврская черепашка имеет продолговатое тело и треугольную голову с парой небольших сложных глаз и 2 глазками на темени. Длина тела 8—11 мм.
Является вредителем хлебных растений: пшеницы, ржи, ячменя, злаковых трав, иногда овса, кукурузы, проса. Клопы и их личинки очень вредят посевам. Наибольший вред они наносят весной слаборазвитым растениям, прокалывая основу стебля. Повреждённое зерно становится щуплым, имеет низкую всхожесть и плохие хлебопекарные свойства.
Попадая в муку при молотьбе, клоп придаёт ей жёлтый цвет и неприятный вкус. Хлеб из такой муки отрицательно сказывается на здоровье людей.